# Glyceria leptorrhiza
Glyceria leptorrhiza là một loài thực vật có hoa trong họ Hòa thảo. Loài này được (Maxim.) Kom. mô tả khoa học đầu tiên năm 1901.